# Rallye Portugal 2011

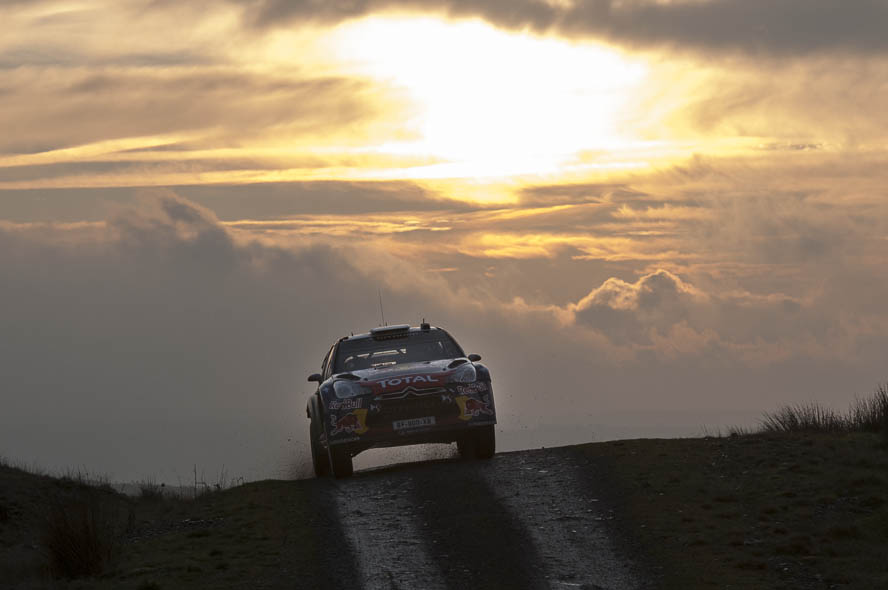
Sébastien Ogier und Julien Ingrassia im Citroën DS3

Die 45. Rallye Portugal (offiziell Vodafone Rally de Portugal) war der 3. Lauf zur FIA-Rallye-Weltmeisterschaft 2011.

## Bericht
Das Fahrerlager war in Faro eingerichtet. Der Start der ersten Wertungsprüfung fand in Lissabon statt, eine asphaltierte 3,27 Kilometer lange Prüfung. Die weiteren Wertungsprüfungen bestanden aus Schotterstraßen und sehr engen und kurvenreichen Waldwegen. Siebzehn Wertungsprüfungen mit einer Länge von 385,37 km wurden planmäßig gefahren. Die Gesamtlänge einschließlich Verbindungsstrecken betrug 1359,71 Kilometer. Bei den letzten beiden Wertungsprüfungen gab es heftige Regenfälle, dies machte die Straßen, laut Aussage einiger Fahrer, außerordentlich rutschig. Der französische Citroënwerksfahrer Sébastien Ogier erzielte den dritten Gesamtsieg seiner Karriere und den zweiten aufeinanderfolgenden Sieg bei der Rallye Portugal. An zweiter Stelle kam sein Teamkollege Sébastien Loeb durch das Ziel, gefolgt vom für das Ford World Rally Team startenden Finnen Jari-Matti Latvala. Bei der als letzten Wertungsprüfung, mit 30,1 km längsten Power-Stage (Wertungsprüfung 22) der Saison, erreichte Sébastien Loeb als schnellster drei Bonuspunkte, Jari-Matti Latvala zwei und der drittschnellste Sébastien Ogier noch einen Bonuspunkt für die Fahrerwertung. Da die WRC-Academy nur die ersten beiden Etappen nutzte, erreichten von siebzig gestarteten Fahrzeugen nur achtunddreißig das Ziel. Von tatsächlichen Ausfällen waren dreiundzwanzig Fahrzeuge betroffen.

## Klassifikationen

### Endresultat
| Rang        | Fahrer              | Beifahrer           | Auto                     | Zeit      | Rückstand | Punkte + Power-Stage  |
| WRC         | WRC                 | WRC                 | WRC                      | WRC       | WRC       | WRC                   |
| ----------- | ------------------- | ------------------- | ------------------------ | --------- | --------- | --------------------- |
| 1           | Sébastien Ogier     | Julien Ingrassia    | Citroën DS3 WRC          | 4:10:53.4 | 00:00.0   | 25 + 1                |
| 2           | Sébastien Loeb      | Daniel Elena        | Citroën DS3 WRC          | 4:11:25.2 | 00:31.8   | 18 + 3                |
| 3           | Jari-Matti Latvala  | Miikka Anttila      | Ford Fiesta RS WRC       | 4:14:15.5 | 03:22.1   | 15 + 2                |
| 4           | Mikko Hirvonen      | Jarmo Lehtinen      | Ford Fiesta RS WRC       | 4:17:09.7 | 06:16.3   | 12                    |
| 5           | Matthew Wilson      | Scott Martin        | Ford Fiesta RS WRC       | 4:18:41.9 | 07:48.5   | 10                    |
| 6           | Petter Solberg      | Chris Patterson     | Citroën DS3 WRC          | 4:21:10.8 | 10:17.4   | 8                     |
| 7           | Kimi Räikkönen      | Kaj Lindström       | Citroën DS3 WRC          | 4:21:47.5 | 10:54.1   | 6                     |
| 8           | Federico Villagra   | Jorge Pérez Companc | Ford Fiesta RS WRC       | 4:22:32.2 | 11:38.8   | 4                     |
| 9           | Henning Solberg     | Ilka Minor          | Ford Fiesta RS WRC       | 4:25:09.8 | 14:16.4   | 2                     |
| 10          | Dennis Kuipers      | Frédéric Miclotte   | Ford Fiesta RS WRC       | 4:28:48.0 | 17:54.6   | 1                     |
| PWRC        |                     |                     |                          |           |           |                       |
| 1 (11)      | Hayden Paddon       | John Kennard        | Subaru Impreza WRX STI   | 4:33:33.4 | 00:00.0   | 25                    |
| 2 (15)      | Jukka Ketomaki      | Kai Risberg         | Mitsubishi Lancer Evo X  | 4:41:13.3 | 07:39.9   | 18                    |
| 3 (16)      | Martin Semerád      | Michal Ernst        | Mitsubishi Lancer Evo IX | 4:42:46.0 | 09:12.6   | 15                    |
| 4 (18)      | Benito Guerra       | Borja Rozada        | Mitsubishi Lancer Evo X  | 4:47:12.7 | 13:39.3   | 12                    |
| 5 (19)      | Valeriy Horban      | Yevheniy Leonov     | Mitsubishi Lancer Evo IX | 4:47:16.7 | 13:43.3   | 10                    |
| 6 (20)      | Oleksandr Saliuk    | Pavlo Cherepin      | Mitsubishi Lancer Evo IX | 4:48:10.9 | 14:37.5   | 8                     |
| 7 (24)      | Michał Kościuszko   | Maciek Szczepaniak  | Mitsubishi Lancer Evo X  | 4:53:02.0 | 19:28.6   | 6                     |
| 8 (26)      | Majed Al Shamsi     | Khaled Al Kendi     | Subaru Impreza WRX STI   | 4:54:17.3 | 20:43.9   | 4                     |
| 9 (28)      | Bader Al Jabri      | Stephen McAuley     | Subaru Impreza WRX STI   | 5:01:58.7 | 28:25.3   | 2                     |
| 10 (29)     | Patrik Flodin       | Göran Bergsten      | Subaru Impreza WRX STI   | 5:02:57.1 | 29:23.7   | 1                     |
| WRC Academy |                     |                     |                          |           |           |                       |
| 1           | Egon Kaur           | Mait Laidvee        | Ford Fiesta R2           | 3:30:13.8 | 00:00.0   | 25 + 3 für 3 WP-Siege |
| 2           | Victor Henriksson   | Joel Ardell         | Ford Fiesta R2           | 3:30:30.2 | 00:16.4   | 18 + 1 für 1 WP-Siege |
| 3           | Christian Riedemann | Michael Wenzel      | Ford Fiesta R2           | 3:33:45.0 | 03:31.2   | 15                    |
| 4           | Brendan Reeves      | Rhianon Smyth       | Ford Fiesta R2           | 3:34:57.2 | 04:43.4   | 12                    |
| 5           | Alastair Fisher     | Daniel Barritt      | Ford Fiesta R2           | 3:36:09.4 | 05:55.6   | 10 + 2 für 2 WP-Siege |
| 6           | Miguel Baldoni      | Fernando Mussano    | Ford Fiesta R2           | 3:36:55.2 | 06:41.4   | 8                     |
| 7           | Andrea Crugnola     | Roberto Mometti     | Ford Fiesta R2           | 3:42:39.8 | 12:26.0   | 6                     |
| 8           | Molly Taylor        | Rebecca Smart       | Ford Fiesta R2           | 3:43:05.7 | 12:51.9   | 4                     |
| 9           | Matteo Brunello     | Michele Ferrara     | Ford Fiesta R2           | 3:51:43.2 | 21:29.4   | 2                     |
| 10          | Timo van der Marel  | Erwin Berkhof       | Ford Fiesta R2           | 4:11:05.6 | 40:51.8   | 1                     |

### Wertungsprüfungen
| Tag                  | WP                                           | Name                                   | Länge                                  | Start MEZ                              | Gewinner                               | Beifahrer                              | Auto                                   | Zeit                                   | Ø km/h                                 | Leader             |
| -------------------- | -------------------------------------------- | -------------------------------------- | -------------------------------------- | -------------------------------------- | -------------------------------------- | -------------------------------------- | -------------------------------------- | -------------------------------------- | -------------------------------------- | ------------------ |
| Tag 1 (24.–25. März) | WP1                                          | Lisboa                                 | 3,27 km                                | 16:40                                  | Mikko Hirvonen                         | Jarmo Lehtinen                         | Ford Fiesta RS WRC                     | 02:49.6                                | 69,41                                  | Mikko Hirvonen     |
| Tag 1 (24.–25. März) | WP2                                          | Santa Clara 1                          | 22,99 km                               | 10:05                                  | Petter Solberg                         | Chris Patterson                        | Citroën DS3 WRC                        | 14:03.5                                | 98,12                                  | Mikko Hirvonen     |
| Tag 1 (24.–25. März) | WP3                                          | Ourique 1                              | 20,27 km                               | 10:53                                  | Sébastien Loeb Sébastien Ogier         | Daniel Elena Julien Ingrassia          | Citroën DS3 WRC                        | 12:53.9                                | 94,29                                  | Mikko Hirvonen     |
| Tag 1 (24.–25. März) | WP4                                          | Felizes 1                              | 21,31 km                               | 12:06                                  | Sébastien Ogier                        | Julien Ingrassia                       | Citroën DS3 WRC                        | 13:25.4                                | 95,25                                  | Sébastien Ogier    |
| Tag 1 (24.–25. März) | Service Algarve Stadium, 13:50 Uhr (30 Min.) |                                        |                                        |                                        |                                        |                                        |                                        |                                        |                                        | Sébastien Ogier    |
| Tag 1 (24.–25. März) | WP5                                          | Santa Clara 2                          | 22,99 km                               | 15:25                                  | Sébastien Ogier Jari-Matti Latvala     | Julien Ingrassia Miikka Anttila        | Citroën DS3 WRC Ford Fiesta RS WRC     | 13:50.9                                | 99,61                                  | Sébastien Ogier    |
| Tag 1 (24.–25. März) | WP6                                          | Ourique 2                              | 20,27 km                               | 16:13                                  | Jari-Matti Latvala                     | Miikka Anttila                         | Ford Fiesta RS WRC                     | 12:45.2                                | 95,36                                  | Sébastien Ogier    |
| Tag 1 (24.–25. März) | WP7                                          | Felizes 2                              | 21,31 km                               | 17:26                                  | Jari-Matti Latvala                     | Miikka Anttila                         | Ford Fiesta RS WRC                     | 13:27.1                                | 95,05                                  | Jari-Matti Latvala |
| Tag 1 (24.–25. März) | Service Poliforum, 18:55 Uhr (45 Min.)       |                                        |                                        |                                        |                                        |                                        |                                        |                                        |                                        | Jari-Matti Latvala |
| Tag 2 (26. März)     | Service Poliforum, 10:00 Uhr (15 Min.)       | Service Poliforum, 10:00 Uhr (15 Min.) | Service Poliforum, 10:00 Uhr (15 Min.) | Service Poliforum, 10:00 Uhr (15 Min.) | Service Poliforum, 10:00 Uhr (15 Min.) | Service Poliforum, 10:00 Uhr (15 Min.) | Service Poliforum, 10:00 Uhr (15 Min.) | Service Poliforum, 10:00 Uhr (15 Min.) | Service Poliforum, 10:00 Uhr (15 Min.) | Jari-Matti Latvala |
| Tag 2 (26. März)     | WP8                                          | Almodovar 1                            | 26,23 km                               | 11:17                                  | Sébastien Loeb                         | Daniel Elena                           | Citroën DS3 WRC                        | 16:12.8                                | 97,07                                  | Jari-Matti Latvala |
| Tag 2 (26. März)     | WP9                                          | Vascão 1                               | 25,26 km                               | 12:10                                  | Petter Solberg                         | Chris Patterson                        | Citroën DS3 WRC                        | 16:25.9                                | 92,24                                  | Jari-Matti Latvala |
| Tag 2 (26. März)     | WP10                                         | Loulé 1                                | 22,56 km                               | 13:00                                  | Sébastien Ogier                        | Julien Ingrassia                       | Citroën DS3 WRC                        | 15:31.6                                | 87,18                                  | Sébastien Ogier    |
| Tag 2 (26. März)     | Service Poliforum, 14:30 Uhr (30 Min.)       |                                        |                                        |                                        |                                        |                                        |                                        |                                        |                                        | Sébastien Ogier    |
| Tag 2 (26. März)     | WP11                                         | Almodovar 2                            | 26,23 km                               | 16:02                                  | Sébastien Ogier                        | Julien Ingrassia                       | Citroën DS3 WRC                        | 15:59.6                                | 98,40                                  | Sébastien Ogier    |
| Tag 2 (26. März)     | WP12                                         | Vascão 2                               | 25,26 km                               | 16:55                                  | Petter Solberg                         | Chris Patterson                        | Citroën DS3 WRC                        | 16:11.2                                | 93,63                                  | Sébastien Ogier    |
| Tag 2 (26. März)     | WP13                                         | Loulé 2                                | 22,56 km                               | 17:45                                  | Petter Solberg                         | Chris Patterson                        | Citroën DS3 WRC                        | 15:13.6                                | 88,90                                  | Sébastien Ogier    |
| Tag 2 (26. März)     | Service Poliforum, 19:00 Uhr (45 Min.)       |                                        |                                        |                                        |                                        |                                        |                                        |                                        |                                        | Sébastien Ogier    |
| Tag 3 (27. März)     | Service Poliforum, 08:10 Uhr (15 Min.)       | Service Poliforum, 08:10 Uhr (15 Min.) | Service Poliforum, 08:10 Uhr (15 Min.) | Service Poliforum, 08:10 Uhr (15 Min.) | Service Poliforum, 08:10 Uhr (15 Min.) | Service Poliforum, 08:10 Uhr (15 Min.) | Service Poliforum, 08:10 Uhr (15 Min.) | Service Poliforum, 08:10 Uhr (15 Min.) | Service Poliforum, 08:10 Uhr (15 Min.) | Sébastien Ogier    |
| Tag 3 (27. März)     | WP14                                         | Silves 1                               | 21,39 km                               | 09:14                                  | Mikko Hirvonen                         | Jarmo Lehtinen                         | Ford Fiesta RS WRC                     | 12:13.1                                | 105,04                                 | Sébastien Ogier    |
| Tag 3 (27. März)     | WP15                                         | Santana da Serra 1                     | 31,04 km                               | 10:07                                  | Petter Solberg                         | Chris Patterson                        | Citroën DS3 WRC                        | 22:52.2                                | 81,43                                  | Sébastien Ogier    |
| Tag 3 (27. März)     | Service Poliforum, 12:16 Uhr (30 Min.)       |                                        |                                        |                                        |                                        |                                        |                                        |                                        |                                        | Sébastien Ogier    |
| Tag 3 (27. März)     | WP16                                         | Silves 2                               | 21,39 km                               | 13:35                                  | Petter Solberg                         | Chris Patterson                        | Citroën DS3 WRC                        | 12:12.5                                | 105,12                                 | Sébastien Ogier    |
| Tag 3 (27. März)     | WP17                                         | Santana da Serra 2 (Power-Stage)       | 31,04 km                               | 14:28                                  | Sébastien Loeb                         | Daniel Elena                           | Citroën DS3 WRC                        | 22:35.9                                | 82,41                                  | Sébastien Ogier    |
| Tag 3 (27. März)     | Service Poliforum, 15:59 Uhr (10 Min.)       |                                        |                                        |                                        |                                        |                                        |                                        |                                        |                                        | Sébastien Ogier    |

### Gewinner Wertungsprüfungen
| WP                   | Anzahl | Fahrer             | Auto               |
| -------------------- | ------ | ------------------ | ------------------ |
| 2, 9, 12, 13, 15, 16 | 6      | Petter Solberg     | Citroën DS3 WRC    |
| 3, 4, 5, 10, 11      | 5      | Sébastien Ogier    | Citroën DS3 WRC    |
| 3, 8, 17             | 3      | Sébastien Loeb     | Citroën DS3 WRC    |
| 5, 6, 7              | 3      | Jari-Matti Latvala | Ford Fiesta RS WRC |
| 1, 14                | 2      | Mikko Hirvonen     | Ford Fiesta RS WRC |

### Fahrer-WM nach der Rallye
| Platz | Fahrer             | Punkte |
| ----- | ------------------ | ------ |
| 1     | Mikko Hirvonen     | 58     |
| 2     | Sébastien Loeb     | 58     |
| 3     | Jari-Matti Latvala | 48     |
| 4     | Sébastien Ogier    | 41     |
| 5     | Petter Solberg     | 31     |

### Team-Weltmeisterschaft
| Platz | Team               | Punkte |
| ----- | ------------------ | ------ |
| 1     | Ford WRT           | 100    |
| 2     | Citroën WRT        | 90     |
| 3     | Stobart WRT        | 40     |
| 4     | Petter Solberg WRT | 22     |